# Emma Snerle
Emma Strøm Snerle (* 23. März 2001 in Dronninglund) ist eine dänische Fußballspielerin. Die Mittelfeldspielerin spielt seit 2024 für AC Florenz. 2019 spielte sie erstmals in der dänischen Nationalmannschaft.

## Karriere

### Verein
Snerle kam als 16-jährige zu Fortuna Hjørring und hatte in ihrer ersten Saison sechs Einsätze. Ab 2018 war sie Stammspielerin, gewann mit dem Verein 2018 und 2020 die dänische Meisterschaft und 2019 den Pokal.
Auf europäischer Ebene spielte sie erstmals im Sechzehntelfinale der UEFA Women’s Champions League 2018/19, schied aber mit ihrer Mannschaft nach zwei Niederlagen gegen den AC Florenz aus, wobei sie je einmal ein- und ausgewechselt wurde. Ein Jahr später hatte sie je zwei Einsätze im Sechzehntelfinale und Achtelfinale, wo sie gegen Titelverteidiger Olympique Lyon nach insgesamt 11 kassierten Toren ausschieden. In den vier Spielen wurde sie nur einmal in der 89. Minute ausgewechselt. In der UEFA Women’s Champions League 2020/21 wurde sie beim 3:2-Sieg (erstes Tor des Spiels) im Rückspiel des Sechzehntelfinales gegen ŽNK Pomurje Beltinci und den beiden Achtelfinalniederlagen (0:4 und 0:5) gegen den späteren Sieger FC Barcelona eingesetzt. Da die Saison 2020/21 nur auf dem dritten Platz endete, wurde die erneute Champions-League-Teilnahme verpasst.
Am 6. Januar 2022 erhielt sie einen Vertrag für zweieinhalb Jahre bei West Ham United. 2024 wechselte sie nach Italien zu AC Florenz.

### Nationalmannschaft
Im November 2016 kam sie bei zwei Freundschaftsspielen gegen Deutschland zu ihren ersten Einsätzen in der dänischen U-16-Mannschaft, mit der sie dann Ende Juni/Anfang Juli 2017 am Nordic Cup teilnahm. Bereits im September 2016 nahm sie mit der U-17-Mannschaft an der ersten Qualifikationsrunde für die U-17-EM 2017 teil, die in Israel ausgetragen wurde. Mit Siegen gegen die Slowakei, wozu sie zwei Tore beisteuerte, Israel und die Schweiz erreichten sie die Eliterunde. Bei dieser im März 2017 in Bosnien und Herzegowina ausgetragenen Runde konnten die Däninnen zwar gegen die Gastgeberinnen und Wales gewinnen, nach einer 1:6-Niederlage gegen Norwegen waren sie aber nur fünftbeste Gruppenzweite und verpassten damit die Endrunde. Im September 2017 hatten sie in der ersten Runde Heimrecht und wurden wegen der weniger erzielten Tore hinter den punktgleichen Französinnen Gruppenzweite, wodurch sie für die Eliterunde qualifiziert waren. Bei dieser hatte sie im März 2018 ihre beiden letzten Einsätze in der U-17-Mannschaft und konnte zwar noch gegen Russland und die Gastgeberinnen gewinnen. Anschließend verlor ihre Mannschaft aber ohne sie gegen den späteren Europameister Spanien und verpasste damit die Endrunde.
Im Juli 2018 nahm sie mit der U-19-Mannschaft dann aber an der Endrunde der U-19-Fußball-Europameisterschaft der Frauen 2018 teil. Nach einer 0:1-Niederlage gegen Deutschland gewannen sie gegen Italien und die Niederlande, so dass sie als Gruppensieger das Halbfinale erreichten. Hier verloren sie mit 0:1 gegen den dann drei Tage später erfolgreichen Titelverteidiger Spanien. Bereits einen Monat später startete die erste Qualifikationsrunde für die U-19-EM 2019. Beim Turnier in  Liechtenstein setzten sie sich mit drei Siegen ohne Gegentor durch, wobei sie beim 3:0 gegen Griechenland ihr erstes Tor für die U-19-Mannschaft erzielte. Im Oktober nahm sie mit der Mannschaft an einem UEFA-Turnier in Schottland teil, wo sie je ein Spiel gewannen, verloren und remis spielten. Bei der Eliterunde im April 2019 in Norwegen waren nur die Gastgeberinnen stärker, so dass sie Gruppenzweite wurden und die Endrunde verpassten. Mit der 0:3-Niederlage gegen Norwegen endete ihre Zeit in den U-Mannschaften. 
Schon drei Monate zuvor hatte sie beim Spiel gegen Finnland während des Januartrainingslagers in Zypern ihren ersten Einsatz in der A-Nationalelf. Sie stand in der Startelf und wurde erst drei Minuten vor dem Spielende ausgewechselt. Im Mai hatte sie dann einen 41-minütigen Einsatz bei einer 0:2-Niederlage in einem Freundschaftsspiel gegen England. Es folgten vier Spiele in der Qualifikation zur EM 2022, drei Einsätze beim Algarve-Cup 2020 und drei weitere EM-Qualifikationsspiele.
In der erfolgreichen Qualifikation für die WM 2023 wurde sie siebenmal eingesetzt und erzielte ihre ersten beiden Tore für die A-Nationalmannschaft. Für die EM 2022 wurde sie in einen vorläufigen Kader berufen, letztlich aber nicht mit nach England genommen.
Am 30. Juni 2023 wurde sie für die WM-Endrunde in Australien und Neuseeland nominiert. Bei der WM wurde sie lediglich bei der 0:2-Achtelfinalniederlage gegen die Australierinnen in der 82. Minute eingewechselt, konnte dem Spiel aber auch keine Wende mehr geben, so dass die Däninnen ausschieden.
Bei der EM 2025 kam sie bei zwei Spielen in der Gruppenphase zum Einsatz. Im Spiel gegen Deutschland am 8. Juli 2025 wurde sie beim Versuch ihrer Mitspielerin Emma Færge, den Ball aus der eigenen Hälfte zu bekommen, aus kurzer Distanz mit voller Wucht im Gesicht getroffen. Sie fiel unmittelbar zu Boden, wobei das Spiel nicht unterbrochen wurde und Deutschland die Gelegenheit bekam, ein zweites Tor zu erzielen. Erst danach wurde Snerle minutenlang behandelt und schließlich vom Feld geführt. Sie hatte dabei augenscheinlich immer noch große Probleme, sich auf den Beinen zu halten. Dänische Spielerinnen und ihr Trainer kritisierten die Schiedsrichterin nach dem Spiel, dass sie es in dieser Situation nicht unterbrochen hat. Ehemalige Schiedsrichter wie Jonas Eriksson und Urs Meiser äußerten ebenfalls Kritik an der Schiedsrichterleistung. Laut Meier hätte das anschließende Tor nicht zählen dürfen. Dänemark erreichte durch drei Niederlagen aus drei Spielen in der Gruppenphase den vierten Platz und schied aus.

## Erfolge
- 2018 und 2020: Dänische Meisterin
- 2019: Dänische Pokalsiegerin

## Auszeichnungen
- Årets Kvindelige Talent 2019